# Chemielehrkräftefortbildung
Chemielehrkräftefortbildung sind organisierte Maßnahmen zur Fortbildung von Lehrkräften für das Unterrichtsfach Chemie. Ziel von Fortbildungen ist es allgemein, dass Lehrkräfte ihre berufliche Qualifikation erhalten und erweitern. Die Lehrkräftefortbildung erfolgt berufsbegleitend.
Zielgruppe sind Chemielehrkräfte für die Sekundarstufe I (zum Beispiel Hauptschule, Realschule und Gymnasium) sowie für die Sekundarstufe II. Von Fortbildungen für Chemielehrkräfte sind solche für Lehrkräften der Primarstufe mit Schwerpunkt Chemie im Sachunterricht abzugrenzen.

## Beschreibung
Es handelt sich um Fortbildungsangebote zur Unterstützung der Lehrkräfte in ihrer aktuellen Berufspraxis und zum Kompetenzerhalt. Von der Fortbildung zu unterscheiden ist die Weiterbildung, die eine formale Erweiterung der beruflichen Qualifikation zur Übernahme neuer Funktionen und Aufgaben darstellt.
Je nach Bundesland sind Lehrkräfte zur Fortbildung gesetzlich verpflichtet (zum Beispiel Hessen). Lehrkräftefortbildungen müssen besondere Anforderungen (wie Eignung des Referenten, Orientierung an Zielgruppe, Auswahl der Inhalte) erfüllen und sind daher von staatlicher Seite zu akkreditieren. Für die Teilnahme an einer Fortbildung fallen in der Regel Kosten an, die von der Lehrperson zu tragen sind.
Chemielehrkräfte können sich privat durch Selbststudium von Fachzeitschriften oder Fachbüchern fortbilden. Sie können ferner an Fortbildungsveranstaltungen verschiedener Anbieter teilnehmen. In Deutschland sind dies unter anderem die Gesellschaft Deutscher Chemiker (GDCh), Unternehmen, Universitäten, Fachhochschulen, die Staatlichen Schulämter sowie freie Träger. Häufig werden Chemielehrkräftefortbildungen aufgrund der engen inhaltlichen Verzahnung von universitären Instituten angeboten, deren Aufgabe die Ausbildung (1. Phase) von Chemielehrpersonen ist. Dabei entwickeln viele Fachdidaktiken Fortbildungsangebote, die sich auf ihre aktuelle Forschung oder auf aktuelle Trends in der Bildungslandschaft beziehen.
Chemielehrkräftefortbildungen können didaktisch-methodisch, praktisch experimentell oder rein fachchemisch ausgerichtet sein. Oft werden ein einleitender Vortrag (mit fachlichem und didaktisch-methodischem Inhalt) und ein Laborpraktikum (mit Experimenten) kombiniert. Gerade das Experiment hat aufgrund des experimentellen Charakters der Chemie auch in der Fortbildung eine hohe Bedeutung. Eine Fortbildung kann durch eine Exkursion, etwa zu einem Betrieb der chemischen Industrie, ergänzt werden. Eine Besonderheit stellen E-Learning- oder Blended-Learning-Fortbildungen dar, die aus reinen Online-Phasen oder abwechselnden Online- und Präsenzphasen bestehen. Die zeitliche Dauer von Chemielehrkräftefortbildungen ist unterschiedlich. Sie reicht von einer Stunde (zum Beispiel Vortrag), über einen halben Tag (zum Beispiel Vortrag plus Diskussion), über einen ganzen Tag (zum Beispiel Vortrag mit Laborpraktikum) bis zu mehreren Tagen (ähnlicher Ablauf wie bei einem Tag, jedoch intensive Bearbeitung eines oder mehrerer Themen). E-Learning- oder Blended-Learning-Fortbildungen können sich in den Online-Phasen über mehrere Wochen erstrecken.

## Themen
Die Vielfalt an Themen für Chemielehrkräftefortbildungen ist groß. Die Gesellschaft Deutscher Chemiker (Kommission für Lehrerfortbildung) hat folgende Themenschwerpunkte erarbeitet:
- Bildungsstandards
- Chemie und Life Science
- Lernschwierigkeiten im Chemieunterricht
- Nachhaltigkeit im Chemieunterricht
- Naturwissenschaftliche Früherziehung
- Moderne Informationstechnologie
- Neue Lehr- und Lernstrategien

Der Kompetenzverbund lernen:digital vereint unter anderem vier Projekte, welche sich der Lehrkräftefortbildung im Fach Chemie widmen: ComeMINT-Netzwerk, D4MINT, DigiProMIN und MINT-ProNeD. Aus diesen entstehen viele Lehrkräftefortbildungen für das Fach Chemie, welche sich mit digitalem Lernen beschäftigen. Beispielsweise werden im Verbundprojekt DigiProMIN (Digitalisierungsbezogene und digital gestützte Professionalisierung von MIN-Lehrkräften) bedarfsgerechte Lehrerfortbildungen für die Fächer Mathematik, Informatik und Naturwissenschaften einschließlich Chemie entwickelt. Das Fortbildungskonzept des Chemie-Clusters im DigiProMIN Projekt gliedert sich in einer einführenden allgemeinen Veranstaltung in welcher es um digital-gestütztes Chemieunterricht geht und anschließenden vier Vertiefungsmodulen mit einer Nachbereitungssitzung. Die vier Vertiefungsmodule behandeln die folgenden Themen: Situierung in Kontexten im Chemieunterricht, digital gestützte Modelle (Teilchenanimationen mit PowerPoint erstellen) und digital gestützte Diagnose. Im Projekt D4MINT (Didaktische Doppeldecker für digitale Bildung im MINT-Bereich) wurden Fortbildungen entwickelt, in denen Lehrkräfte die Möglichkeiten Interaktive Videoexperimente kennenlernen und lernen diese im Unterricht einzusetzen und auch selbst interaktive Videos zu erstellen.
In einem weiteren Forschungsprojekt wurde eine Chemielehrkräftefortbildung zu Simulationen für den Chemieunterricht erstellt. Dabei werden bestehende Simulationen zu Themen der Physikalischen Chemie, bspw. idealen Gasen, Volumenarbeit und Aktivierungsenergie, thematisiert und vorgeführt. Die teilnehmenden Lehrkräfte lernen anhand dessen Grundlagen zum Lernen mit Simulationen und erarbeiten anschließend die Implementation solcher Moleküldynamiksimulationen in ein konkretes Lernsetting.